# Rosa Liste München
Rosa Liste München es un partido político que defiende los intereses de gais y lesbianas a nivel local en Múnich (Alemania).
La chispa inicial la dio el concejal miembro de Bündnis 90/Die Grünen y del Verein für sexuelle Gleichberechtigung Gerd Wolter, con la intención de participar en las elecciones locales de 1990 con una lista propia. La fundación fue el 2 de septiembre de 1989 en la casa gremial de Múnich. Como cabeza de lista se eligió al estudiante Thomas Niederbühl, segundo de la lista fue el mismo Gerd Wolter.
Tras conseguir un 1,0% de los votos en 1990 y un 1,1% en 1994, rozando la entrada en el cabildo, en las elecciones de 1996 consiguieron un 1,8% y un asiento en el cabildo municipal de Múnich. También famosos locales como Petra Perle o Peter Ambacher (conocido como Miss Piggy), aparecieron en la lista en 1996. Con la elección de un concejal, fue el primer partido LGBT de Europa que entraba a formar parte de un cabildo municipal. En las elecciones locales de 2002 y 2008 y 2014 el partido mantuvo su representación en el ayuntamiento con un 2,0% y en las dos últimas un 1,9%  de los votos respectivamente.
El partido está representado en el ayuntamiento desde 1996 por Thomas Niederbühl. Allí formó una fracción con Bündnis 90/Die Grünen. El SPD, los Verdes y Rosa Liste formaron desde entonces hasta 2014 la coalición de gobierno del ayuntamiento de Múnich.
En el ayuntamiento de distrito de Ludwigsvorstadt-Isarvorstadt, Rosa Liste alcanzó en 2014 con 14,0 % de los votos tres de los 25 asientos. Rosa Liste realiza desde 2002 con Alexander Miklosy las funciones de presidente de la comisión del distrito.
Rosa Liste München considera uno de sus mayores éxitos la iniciativa para la introducción de un añadido antidiscriminatorio en las ofertas de empleo del ayuntamiento. Múnich es la primera ciudad de Alemania en introducir este cambio.